# Afrogamasellus franzoides
Afrogamasellus franzoides är en spindeldjursart som beskrevs av Hurlbutt 1974. Afrogamasellus franzoides ingår i släktet Afrogamasellus och familjen Rhodacaridae. Inga underarter finns listade i Catalogue of Life.